# مسلمانان ضدسرمایه‌داری
مسلمانان ضدسرمایه‌داری (ترکی استانبولی: Antikapitalist Müslümanlar) که با نام رسمی انجمن مبارزه علیه سرمایه‌داری  (ترکی استانبولی: Kapitalizmle Mücadele Derneği) نیز شناخته می‌شودیک سازمان سیاسی چپ اسلامی در ترکیه است. افراد این سازمان طرفدار شکلی معنوی از سوسیالیسم هستند، و معتقدند که آموزه‌های قرآن و محمد، نه تنها سازگار با برابری و توزیع‌گرایی که از اصول چپ‌گرایی هستند، است بلکه فعالانه آن را ترویج می‌کند؛ چنان که از دولت اولیۀ اسلام در مدینه همین اصول برداشت می‌شود. مسلمانان ضدسرمایه‌داری معتقدند مسلمانان جناح راستی «سعی می‌کنند چپ بودن قرآن را رد کنند». این گروه چندین بار با پلیس ترکیه درگیر شده‌اند. این انجمن به دلیل مشارکت در اعتراضات پارک گزی به شهرت رسید.

## ایدئولوژی

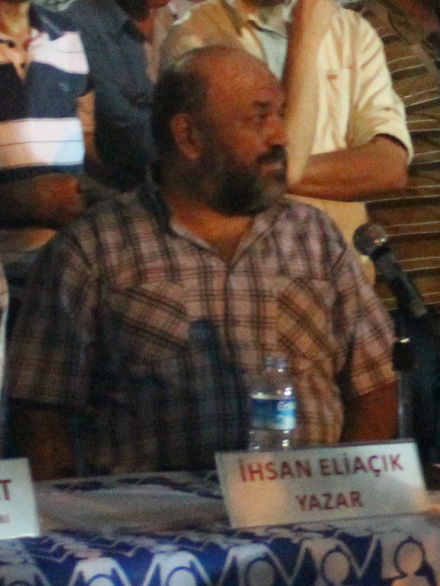
رجب احسان الیاچیک رهبر گروه

احسان الیاجیک، رهبر قرآن‌گرای این گروه، در مصاحبه‌ای اظهار داشت که به اعتقاد او وظیفۀ مسلمانان فقط رسیدگی به فقرا نیست، وظیفهٔ مهم دیگر سرنگونیِ «نظام» سرمایه‌داری است که آن‌ها را فقیرتر می‌کند، درست مثل پیامبران اسلام که به نوبت حکومت‌ها را در زمان خود سرنگون کردند.

## بیانیه
مانیفست این سازمان که در سال ۲۰۱۲ منتشر شد، از این دیدگاه آغاز می‌شود که «بشریت نیازمند است» و اینکه «مامون»، خدای باستانی طلا، به‌طور استعاری به عنوان خدای سرمایه‌داران در دوران مدرن تبدیل شده‌است، در حالی که یک مسلمان نباید خدایانی غیر از الله اتخاذ کند. در ادامه آمده‌است: «سرمایه‌داری دشمن خداست. دشمن انسانیت، طبیعت، فقرا، گرسنگان و ستمدیدگان است.»
در مانیفست مسلمانان ضدسرمایه‌داری قرآن به عنوان تنها منبع ذکر شده‌است.
علی شریعتی «اثر اساسی و عمده» بر ایدئولوژی این سازمان گذاشته است.